# Tamáshida

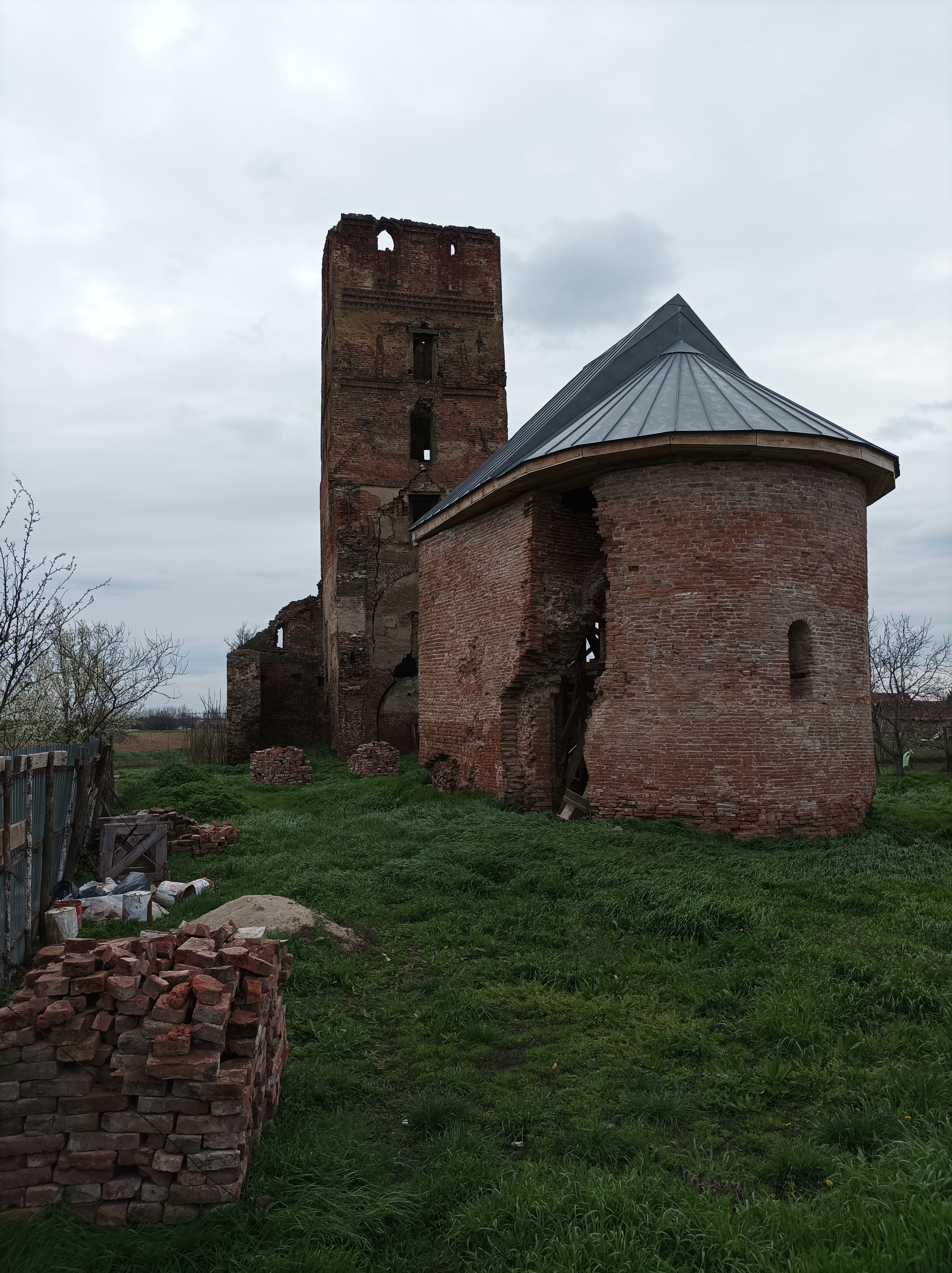
A román stílusú templom romjai 2023-ban

Tamáshida (románul Tămașda) falu Romániában, Bihar megyében.

## Fekvése
Bihar megyében, a Tőz (Teuz) patak Fekete-Körösbe való torkolata mellett, Arad megye határán, Keményfok és Nagyzerind között fekvő település.

## Története
Tamáshida (Tamásda) nevét már Rogerius is megemlítette, mint „megerősített német várost”; a tatárok 1241-ben megostromolták és lakosait felkoncolták. Erre a korra utal hajdani román kori egyházának még fennálló hatalmas tornya és aspisa is.
Első ismert birtokosa 1341-ből ismert, mikor Rátold nemzetségbeli János és László igazolták, hogy Tamáshida már régóta az ő nemzetségük birtoka.
A 15. század végén birtokosai még mindig a Rathold nemzetségbeliek voltak.
1512-ben Kubinyi László, Gyulaffy István és Telegdy István birtoka volt, majd Buday Miklós, Szokoly György, Vas László és Gácsfy György volt Tamáshida birtokosa.
1550-ben az erdélyi rendek itt tartották országgyűlésüket.
1552-ben Báthory Endre birtoka volt. A községben ekkor mindössze 17 portát számoltak össze.
1590-ben az Ábrámfy családnak volt itt birtoka, de a század folyamán Perényi Gábor is bírta az itteni kastélyt.
1729-ben III. Károly Baranyi Miklósnak adományozta.
Az 1800-as évek elején Névery Elek volt földesura, akitől báró Bors Frigyes, majd báró Liptay Frigyes és neje gróf Lázár Bors Margit birtoka lett, akinek itt szép kastélya volt. A kastélyt még a Baranyaiak építették, és Bors Frigyes alakította át. A kastélyhoz szép kert is tartozott, itt állt a régi romos román kori hatalmas torony is.
A település határában állt egykor az elpusztult Bökény egyházas község is, melyet a pápai tizedjegyzékben 1333 és 1335 között említettek. Bökényt a Révay család egyik régi oklevele is említette, mint nemesi birtokot.
Tamáshida közelében állt egykor Tamász község is, mely 1332-ben Tamáshida (Tamásda) tartozéka volt.
Az 1900-as évek elején ide tartozott Keményfok és Nagymajor puszta is.

## Nevezetességek
- Középkori román stílusú templom romjai.
- Református temploma 1854-ben épült.
- Görög keleti temploma 1866-ban épült.